# Grmada, Polhograjsko hribovje
Grmada (tudi Polhograjska Grmada) (899 mnm) je hrib v Polhograjskem hribovju. Z vrha je lep razgled po okolici. Z Grmade lahko sestopimo do Gont, od tam naprej pa lahko našo pot nadaljujemo naprej na Tošč (1021 mnm). Za planinske poti, ki vodijo na Grmado, skrbita planinski društvi PD Blagajana in PD Medvode.
Na vrh vodi več poti, in sicer s Topola, iz Polhovega Gradca, iz Belice in iz Trnovca. 
Na pobočjih raste blagajev volčin, redka in zavarovana rastlina.